# Tiro con l'arco ai XIII Giochi paralimpici estivi
Le gare di tiro con l'arco si sono svolte a Pechino dal 9 al 15 settembre 2008 all'Olympic Green Archery Field, campo di gara temporaneo allestito all'interno del Villaggio olimpico in cui si sono disputate le gare di tiro con l'arco delle Olimpiadi.

## Classi e divisioni
A differenza dei Giochi olimpici, alle Paralimpiadi sono ammesse due divisioni:
- Arco Ricurvo (detto anche "Olimpico")
- Arco Compound

Le classi giocano un ruolo importante per gli atleti paralimpici, perché con l'assegnazione di una determinata classe di handicap gli atleti sanno di gareggiare in una situazione per loro equa.
Sono riconosciute dal Comitato Italiano Paralimpico (CIP) e ammesse alle Paralimpiadi le seguenti classi di handicap:
- Archery Wheelchair 1 (W1) - classe per arcieri tetraplegici in carrozzina
- Archery Wheelchair 2 (W2) - classe per arcieri in carrozzina per paraplegie, polio, o amputazioni degli arti inferiori
- Archery Standing - classe per arcieri che possono gareggiare in piedi
- Archery Open - classe mista per atleti con differenti tipologie di handicap

## Formula
La stessa dei Giochi olimpici: c'è stata prima una gara di qualificazione a 70 m (distanza unica per uomini e donne) durante la quale è stato tirato un totale di 72 frecce, in 12 volée (gruppi) da 6 frecce, per un punteggio massimo pari a 720 punti. Poi sono cominciati gli scontri diretti alla stessa distanza, per un massimo di 120 punti se individuale, o 240 punti se con la squadra (tre atleti).
Alla competizione individuale hanno partecipato 136 atleti (88 uomini, 48 donne).

## Podi

### Uomini
| Evento                                        | Oro                                                     | Argento                                  | Bronzo                                                |
| Individuale Arco Olimpico W1/W2 (dettagli)    | Cheng Changjie                                          | Marco Vitale                             | Tseng Lung-Hui                                        |
| Individuale Arco Olimpico Standing (dettagli) | Baatarjav Dambadondog                                   | Fabrice Meunier                          | Yegang Chen                                           |
| Individuale Arco Compound Open (dettagli)     | John Stubbs                                             | Alberto Simonelli                        | Philippe Horner                                       |
| Individuale Arco Compound W1 (dettagli)       | David Drahoninsky                                       | John Cavamagh                            | Jeff Fabry                                            |
| A squadre Arco Olimpico Open (dettagli)       | Corea del Sud Jung Young-Joo Lee Hong-Gu Yoon Young-Bae | Cina Chen Yegang Cheng Changjie Dong Zhi | Italia Oscar de Pellegrin Mario Esposito Marco Vitale |

### Donne
| Evento                                        | Oro                                      | Argento                                            | Bronzo                                                  |
| Individuale Arco Olimpico W1/W2 (dettagli)    | Girismen Gizem                           | Fu Hongzhi                                         | Xiao Yanhong                                            |
| Individuale Arco Olimpico Standing (dettagli) | Lee Hwa-Sook                             | Gao Fangxia                                        | Carmichael Lindsey                                      |
| Individuale Arco Compound Open (dettagli)     | Brown Danielle                           | Kamiya Chieko                                      | Clarke Mel                                              |
| A squadre Arco Olimpico Open (dettagli)       | Cina Fu Hongzhi Goa Fangxia Xiao Yanhong | Corea del Sud Kim Ki-Hee Kim Ran-Sook Lee Hwa-Sook | Rep. Ceca Miroslava Cerna Lenka Kuncova Marketa Sidkova |